# Unexpected
« Unexpected » redirige ici. Pour le studio de jeux vidéo, voir ZeratoR#Unexpected.
Albums de Michelle Williams
Do You Know
(2006)
Unexpected est le troisième album studio solo de la chanteuse Michelle Williams.

## Track listing
1. "Unexpected Intro" – 0:45 (produit par Raymond "Shonny B" Hilton)
2. "Hello Heartbreak" – 4:07 (produit par Alex da Kid & Jay Wes)
3. "We Break the Dawn" – 3:54 (produit par Wayne Wilkins & Andrew Frampton)
4. "Lucky Girl Interlude" / "Lucky Girl" – 3:51 (produit par Rico Love)
5. "The Greatest" – 3:32 (produit par Jim Jonsin)
6. "Till the End of the World" – 3:10 (produit par Rico Love, coproduit par Vyente Ruffin and John Q. Ho for Royal XVI)
7. "Private Party" – 3:36 (produit par Rico Love & Dwane "Dtown" Smith)
8. "Hungover" – 3:31 (produit par Jazz Nixon)
9. "We Break the Dawn, Part 2 (featuring Flo Rida) – 4:22 (produit par DJ Montay)
10. "Stop This Car" – 3:58 (produit par Stargate)
11. "Unexpected" – 3:37 (produit par Wayne Wilkins & Andrew Frampton)
12. "Thank U" – 3:47 (produit par Jack Kugell, James Jones & Jason Pennock - The Heavyweights)
13. "Too Young for Love" – 3:57 (produit par Rico Love; coproduit par EHOOD & E2)
Titres bonus iTunes
14. "Hello Heartbreak (Matty's Body and Soul Mix)" - 8:38
15. "Hello Heartbreak (Lost Daze Deep Inside Mix)" – 7:06
16. "We Break the Dawn (Karmatronic Remix Radio Edit)" – 2:55 (produit par Karmatronic)
Titre bonus FYE
17. "Sick of It" – 3:53 (produit par Soulshock & Karlin, Towns)

## Classement
- U.S. Billboard 200 : #42
- U.S. Billboard Top R&B/Hip-Hop Albums : #11
- U.S. Billboard Top Digital Albums : #24

## Singles
- We Break the Dawn (date : 15 avril 2008)
- The Greatest (date : 7 octobre 2008)
- Hello Heartbreak (date: 2 décembre 2008)